# Ledeburg-kert
A Ledebur-kert (csehül: Ledeburská zahrada) (Ledebour-kert avagy Ledeburg-kert) a prágai várat körülvevő kertek déli sorának legkeletibb, a vártól már keletre eső tagja, a várat délről kerítő palotakertek sorának szélső tagja a várdomb meredek lejtőjén (Valdštejn utca 156/12a, Valdštejn tér í62/3). A névadó palotától egészen a régi várlépcsőig felnyúlik. Északon a Chotek-kerttel, délnyugaton a Sánckerttel szomszédos; délkeleten a Waldstein-palota (csehül: Valdštejnský palác) hátsó frontja határolja. A Moldva felé lejtő terepen a kert legalacsonyabb pontja 205, a legmagasabb 230 méterrel van a tengerszint fölött.

## Története
Helyén már a 16. században parkosított zöldterület volt; a mostani kert reneszánsz elődjét a kolovrati Jan Václav Novohradský (1638-1690) alapította 1665-ben egy szőlőültetvény helyén. Máig megőrzött olasz barokk jellegét 1710-ben kapta. 1787-ben az akkori tulajdonos Johann Karl Kolowrat-Krakowsky (Jan Karel Kolovrat Krakovský, 1748–1816) megrendelésére a szomszédos kertek felújításával is megbízott olasz Johann Ignaz Palliardi alakította át. Ekkor épült a sala terrena, a két oldallépcső és a Herkules-kút. Nem tudni pontosan, hogy ki tervezte a sala terrenát és vele átellenben a Herkules-kutat keretező falat: a három jelölt Giovanni Santini, Giovanni Battista Alliprandi és František Maxmilián Kaňka.
Később is többször átalakították, de karakterét alapvetően nem változtatták meg. A 20. században az elhanyagolt kert állaga fokozatosan leromlott. A század közepére növényzete jóformán kipusztult, és azóta is csak részlegesen állították helyre — több szakaszban, amelyek közül az eddigi utolsó az 1990-ben kezdett, a Kis Pálffy-kerttel közös felújítás volt. Eközben, 1993-ban a vár palotakertövének részeként (a Ledeburg-palotával együtt) nemzeti történelmi emlékhellyé nyilvánították. A két kertet 1995-ben nyitották meg, de a terepviszonyokat figyelmen kívül hagyva megválasztott, rossz minőségű anyagok miatt a támfalak többhelyütt megrogytak, illetve omladozni kezdtek. 2016. május 10-én a Nemzeti Örökségvédelmi Intézet újabb, átfogó átalakítást hirdetett meg, bejelentve, hogy ennek végeztével a kert egész évben látogatható lesz. A munkálatok befejezését 2019-re tervezték.
A teraszkert egyes szintjein más-más növények élnek.

## Részei
Alul a Ledeburg-palotához szorosan kapcsolódó kora barokk, tengelyes elrendezésű partert alakítottak ki, erről juthatunk föl a domboldal teraszaira. A teraszok lejő felőli oldalai sima, függőleges falak. A kert tetején érdekesen kialakított, ritmikus fülkékkel tagolt kilátófalról és központi kilátó pavilonból pillanthatunk le az alanti részekre.

## Építményei
A parkot kőfal övezi. A meredek domboldalon a teraszok közt lépcsőkön közlekedhetünk, emiatt a park nem akadálymentesített. A főlépcső (díszlépcső) a kert aljáról indul. A műtárgyak közül a legjelentősebb a Herkules-kút — a szoborcsoport Héraklészt Kerberosszal ábrázolja (a kúthoz a vizet a várból vezetik). A palota felé lépcsőzetesen ereszkedő kert alján egy sala terrena várja a látogatókat, fölül egy ötszög alaprajzú pavilon áll (utóbbit Johann Ignaz Palliardi építette. A teraszokat támfalak támasztják meg. A sala falán Wenzel Lorenz Reiner 1730-ban festett, szép freskója látható. Egy másik képe a fő támfalat díszítette, de sajnos, a támfal 1940-ben leomlott, és a kép megsemmisült. Az újjáépített falat kúszónövényekkel futtatták be.
A Herkules-szobor készítője ismeretlen; a mű valószínűleg a Királyi kertekben álló Herkules-szoborra utal. A szobrot keretező falat egykor Václav Vavřinec Reiner freskója díszítette. A festmény nyomtalanul eltűnt, csak Antonín Machek rajzmásolatából tudunk róla.
Van esőbeálló is, este a sóderrel felszórt sétányokat kivilágítják. Az ösvények mentén szobrok, a főlépcső két oldalán cserepes növények állnak. Ivóvíz a nyilvános WC-ben van.

## Növényei
A lépcsők két oldalára kitett cserepekben főleg citrusféléket, leandert és muskátlit találunk. A kúszónövényeket főleg a szőlő (Vitis vinifera), a vadszőlő (Parthenocissus sp.), a borostyán (Hedera spp.), az angyaltrombita (trombitavirág, Brugmansia spp.), az ebszőlő (Solanum sp.) és a lonc (Lonicera spp.) képviseli. A fásszárúak közül szép számmal fordulnak elő a különféle tűlevelűek (Pinopsida). Az első teraszon egy meglehetősen nagyra nőtt cédrus (Cedrus libani) áll. A kiültetett lágyszárúak közül említendő a levendula (Lavandula angustifolia), az orbáncfű (Hypericum perforatum) és a vadrózsa (Rosa canina).

## Látogatása
- április 1. – október 31. között: 6:00–18:00
- november 1. – március 31. között: zárva

Kutyát, lovat, egyéb háziállatot bevinni tilos.

## Fordítás
- Ez a szócikk részben vagy egészben  a   Ledeburská zahrada című cseh Wikipédia-szócikk ezen változatának fordításán alapul.  Az eredeti cikk szerkesztőit annak laptörténete sorolja fel. Ez a jelzés csupán a megfogalmazás eredetét és a szerzői jogokat jelzi, nem szolgál a cikkben szereplő információk forrásmegjelöléseként.